# Система рециркуляции выхлопных газов
Система рециркуляции выхлопных газов (СРОГ; также англ. Exhaust Gas Recirculation, EGR) так же существует некорректная расшифровка «единая газовая рециркуляция», она же система рециркуляции отработавших газов СРОГ — в двигателях внутреннего сгорания — система снижения вредных выбросов в атмосферу, представляющая собой клапан, соединяющий на некоторых режимах работы задроссельное пространство впускного коллектора с пространством выпускного коллектора.
Применяется на бензиновых, дизельных и газовых двигателях. Предназначается для снижения токсичности отработавших газов (содержания оксидов азота NOx: NO и NO2) в режиме частичных нагрузок.
Причиной повышенного содержания оксидов азота в отработавших газах является работа двигателя в режимах с избытком воздуха. В бензиновых и газовых двигателях это режимы частичных нагрузок, когда в целях экономии смесь обедняется. Коэффициент избытка воздуха может достигать 1,4 в двигателях со впрыском топлива в коллектор и 1,7 — с прямым впрыском. Дизельные двигатели всегда (кроме режима дымления при перегрузке) работают с избытком воздуха, а на малых нагрузках коэффициент избытка воздуха может превышать 10. При наличии избыточного воздуха его кислород не расходуется на сгорание топлива. За счёт высокой температуры в камере сгорания избыточный кислород вступает в эндотермическую реакцию с азотом воздуха. Следовательно, с целью снижения выбросов вредных азотных соединений следует заместить избыточный воздух в рабочей смеси неким инертным газом. В качестве такой среды могут выступать отработавшие газы.
В двигателях с рециркуляцией часть отработавших условно инертных газов попадает в цилиндры как балласт. При этом, с одной стороны происходит снижение максимальной температуры горения, а с другой — сокращается количество избыточного воздуха. Оба этих фактора вызывают существенное уменьшение выбросов оксидов азота, образующихся при высоких температурах и являющихся одними из самых токсичных веществ.
Простейшая механическая система представляет собой клапан, соединяющий впускной и выпускной коллекторы, который открывается под действием разрежения во впускном коллекторе. Для стабильной работы двигателя в режиме холостого хода система отключается. Это достигается тем, что порт, соединяющий герметичную камеру клапана с впускным коллектором, находится в задроссельном пространстве, когда дроссельная заслонка закрыта.
В микропроцессорных системах управления двигателем применяется более сложная система смешения воздуха с отработавшими газами. Если двигатель оборудован дроссельной заслонкой с сервоприводом (так называемая «электронная педаль газа»), то микропроцессорная система управления формирует требуемый состав рабочей смеси, одновременно регулируя положение дроссельной заслонки и клапана рециркуляции. Дроссельная заслонка применяется и в современных дизельных двигателях (на классических дизелях она не нужна) именно с целью обеспечения работы системы рециркуляции.
В наиболее современных конструкциях моторов, использующих управление фазами газораспределения, описанный эффект («добавление» выхлопных газов к рабочей смеси) реализуется управлением фазами газораспределения, что позволяет упростить конструкцию двигателя (не нужен специальный клапан) и повысить надёжность.
Существенным недостатком применения системы рециркуляции является попадание большого количества сажи из выхлопных газов во впускную систему двигателя. Сажа забивает каналы в коллекторе и головке цилиндров, вызывает ускоренный износ поршневых колец. Причём, указанные процессы приводят к ухудшению полноты сгорания топлива и ещё большему образованию сажи, что вызывает лавинообразное развитие процесса. Поэтому ресурс двигателей, особенно дизельных, с системой рециркуляции существенно ниже чем у тех же моделей, не оборудованных такой системой. Например, двигатель Toyota 1KD-FTV, в варианте Евро-3 (где объём рециркуляции отработавших газов невелик) имел ресурс до капитального ремонта более 500 000 км, тогда как тот же двигатель в варианте Евро-4 (где отработавшими газами замещается практически весь избыточный воздух) имеет ресурс всего порядка 100 000—150 000 км из-за ускоренного износа поршневых колец. В двигателях стандарта Евро-5 и выше, где применяются сажевые фильтры, эта проблема решается отбором очищенных выхлопных газов после фильтра.